# Coteaux-sur-Loire
Coteaux-sur-Loire ist eine französische Gemeinde mit 1.872 Einwohnern (Stand: 1. Januar 2022) im Département Indre-et-Loire in der Region Centre-Val de Loire; sie gehört zum Chinon und ist Mitglied im Gemeindeverband Communauté de communes Touraine Ouest Val de Loire.
Sie entstand mit Wirkung vom 1. Januar 2017 als Commune nouvelle durch Zusammenlegung der bis dahin selbstständigen Gemeinden Ingrandes-de-Touraine, Saint-Michel-sur-Loire und Saint-Patrice, die fortan den Status von Communes déléguées besitzen. Der Verwaltungssitz befindet sich in Saint-Patrice.
Die Gemeinde erhielt 2023 die Auszeichnung „Eine Blume“, die vom Conseil national des villes et villages fleuris (CNVVF) im Rahmen des jährlichen Wettbewerbs der blumengeschmückten Städte und Dörfer verliehen wird.

## Gemeindegliederung
| Ortsteil                          | ehemaliger INSEE-Code | Fläche (km²) | Einwohnerzahl (2020) |
| --------------------------------- | --------------------- | ------------ | -------------------- |
| Saint-Patrice (Verwaltungssitz)00 | 37232                 | 17,18        | 646                  |
| Ingrandes-de-Touraine             | 37120                 | 09,46        | 538                  |
| Saint-Michel-sur-Loire            | 37227                 | 17,51        | 703                  |

## Geografie
Coteaux-sur-Loire liegt etwa 31 Kilometer westsüdwestlich von Tours und etwa 14 Kilometer nordnordöstlich von Chinon. Das Gemeindegebiet wird von der Loire, dem Lane und weiteren Fließgewässern entwässert, von den einige zeitweise trockenfallen. Im Norden streift der Fluss Roumer das Gebiet der Gemeinde. Das Gemeindegebiet ist Bestandteil des Regionalen Naturparks Loire-Anjou-Touraine.
Umgeben wird Coteaux-sur-Loire von den Nachbargemeinden Langeais im Norden und Nordosten, Bréhémont im Osten und Südosten, Rigny-Ussé im Süden, La Chapelle-sur-Loire im Südwesten, Restigné im Westen sowie Continvoir im Nordwesten.

## Sehenswürdigkeiten

### Ingrandes-de-Touraine
- Kirche Saint-Romain

### Saint-Michel-sur-Loire
- Kirche Saint-Michel aus dem Jahr 1866, Teile der Apsis aus dem 11. Jahrhundert
- Torburg aus dem 15. Jahrhundert, Fassaden und Dächer seit 1973 als Monument historique eingeschrieben
- Ein Aussichtsturm unterhalb der Kirche mit Blick auf das Tal der Loire, 2002 erbaut

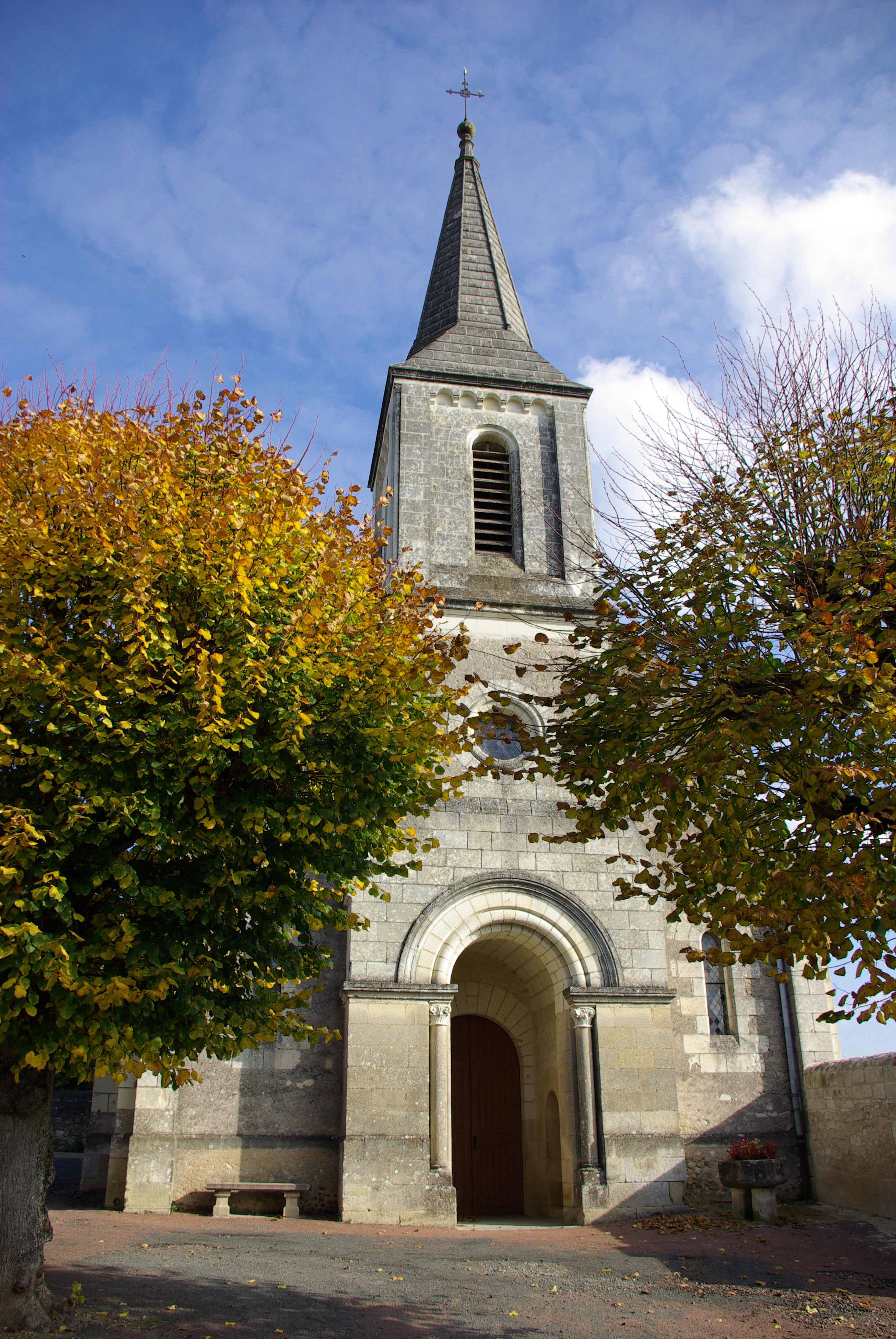
Kirche Saint-Michel
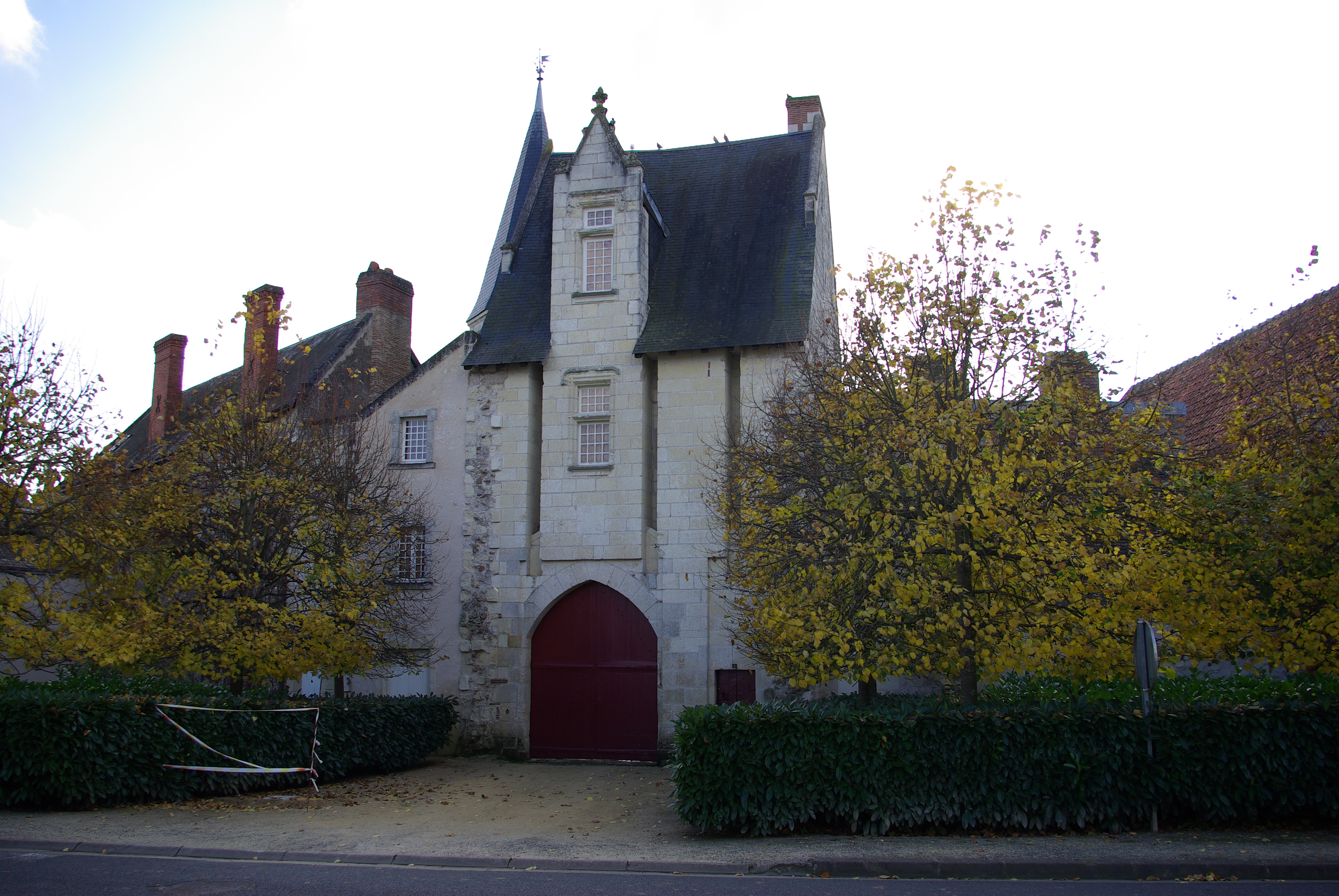
Torburg

### Saint-Patrice
- Schloss Rochecotte aus dem 18. und 19. Jahrhundert, Wirtschaftsgebäude seit 1948 als Monument historique eingeschrieben
- Ehemalige Kirche Saint-Patrice mit Ursprüngen aus dem 11. Jahrhundert, seit 1948 als Monument historique eingeschrieben

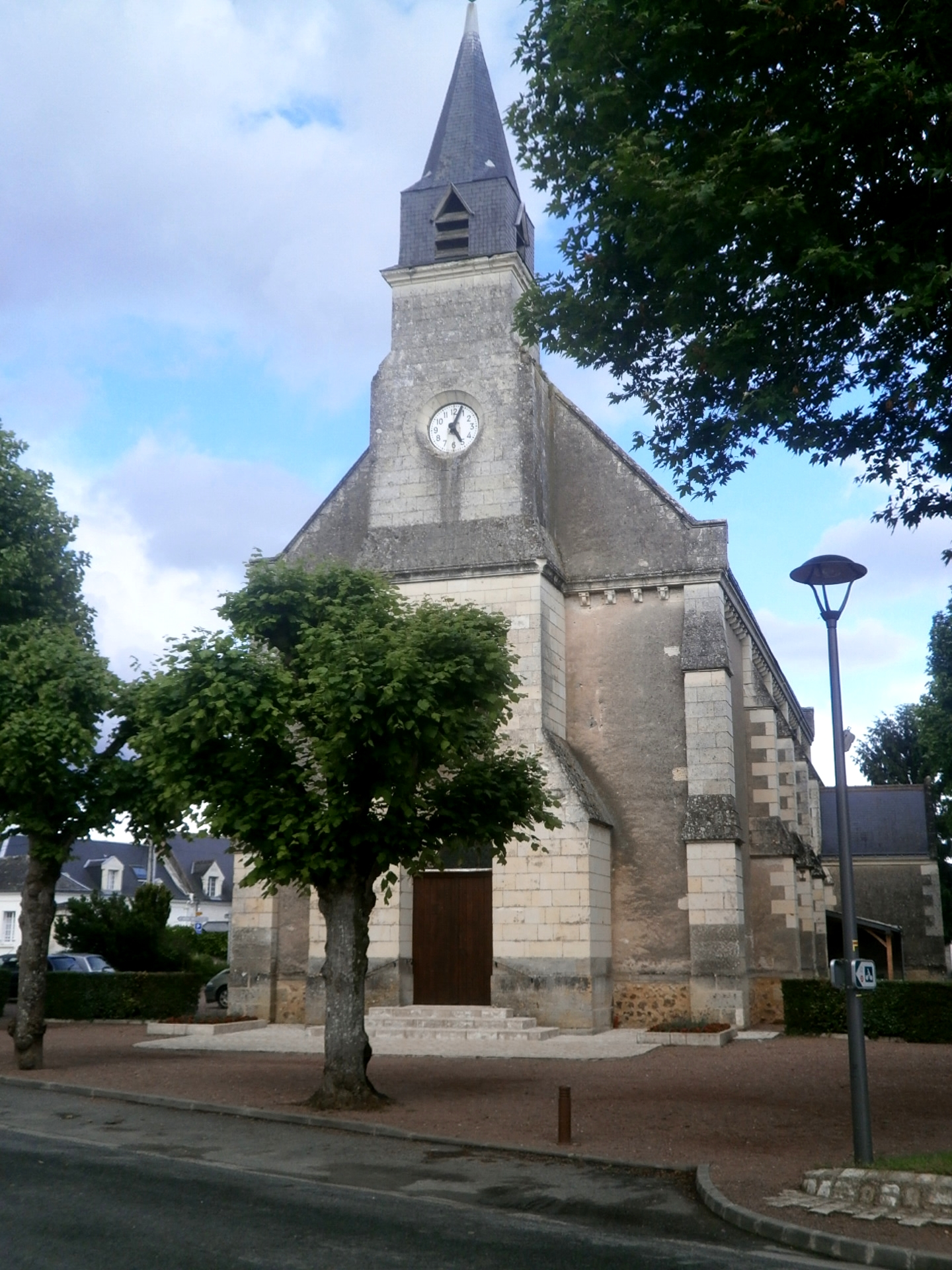
Kirche Saint-Romain (Ingrandes-de-Touraine)
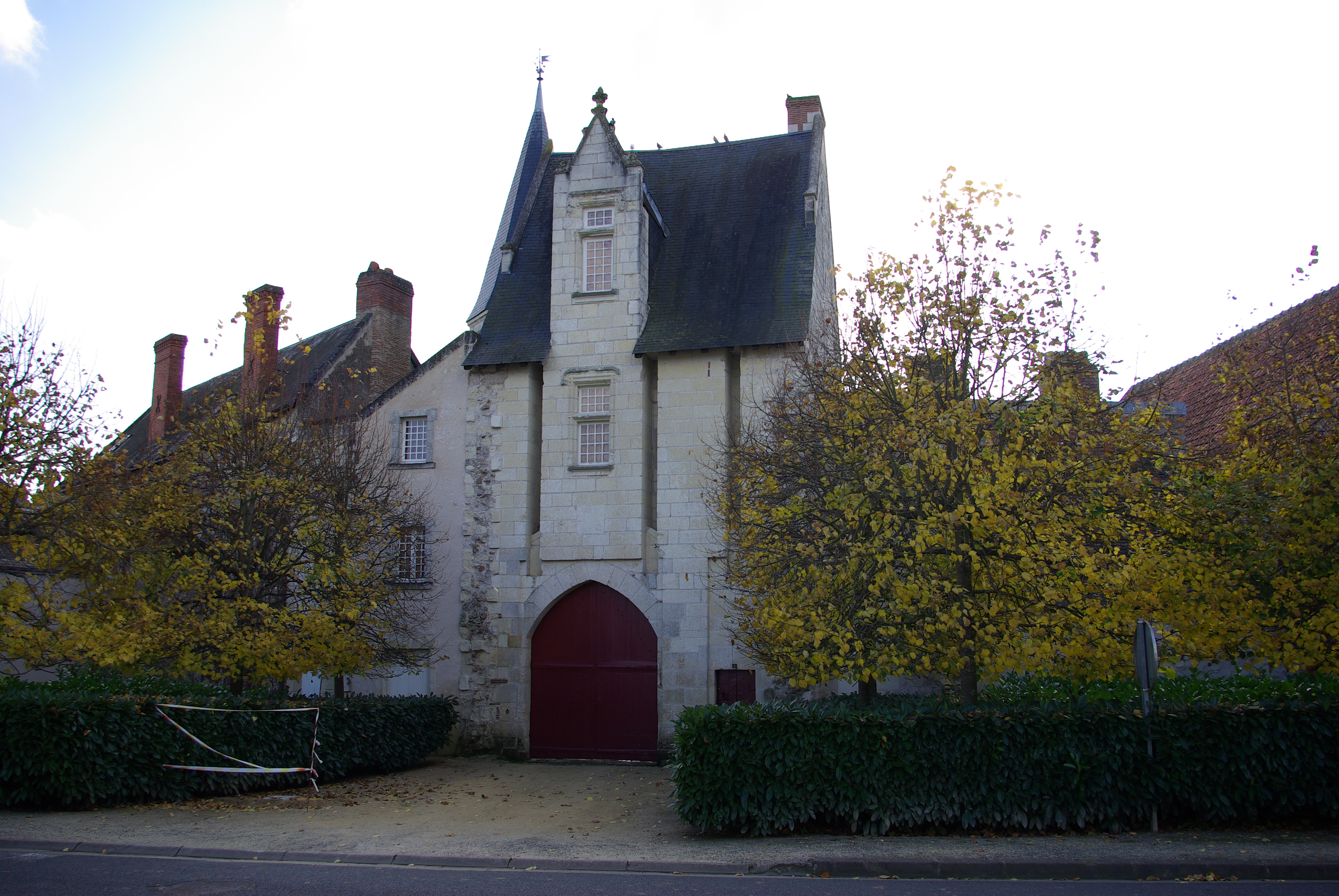
Burg (Saint-Michel-sur-Loire)
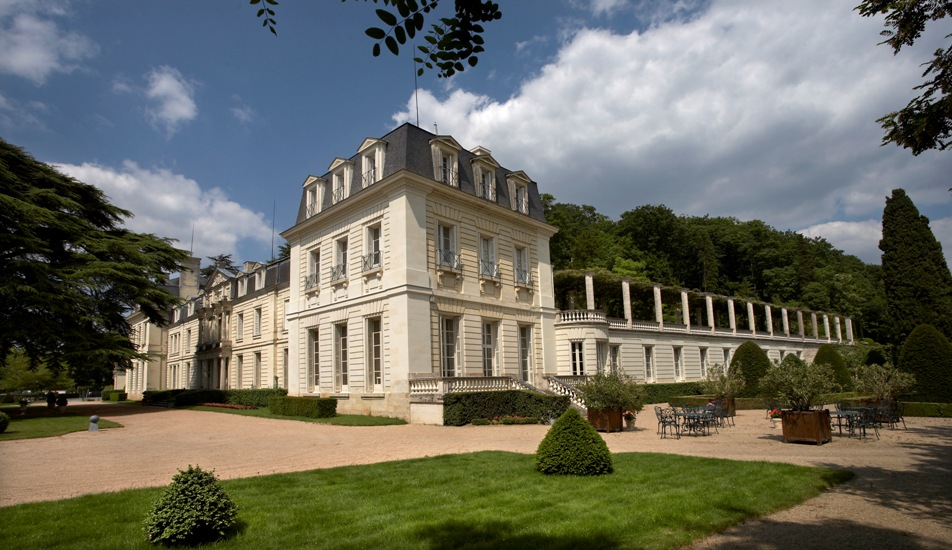
Schloss Rochecotte (Saint-Patrice)

## Bildung
Die Gemeinde verfügt über
- eine öffentliche Vorschule und
- zwei öffentliche Grundschulen (Écoles élémentaires).[4]

## Sport und Freizeit
Der GRP Coteaux de Bourgueil, ein Sentier de grande randonnée de pays, ein Rundwanderweg von 100 Kilometer Länge, durchquert das Gemeindegebiet.

## Wirtschaft

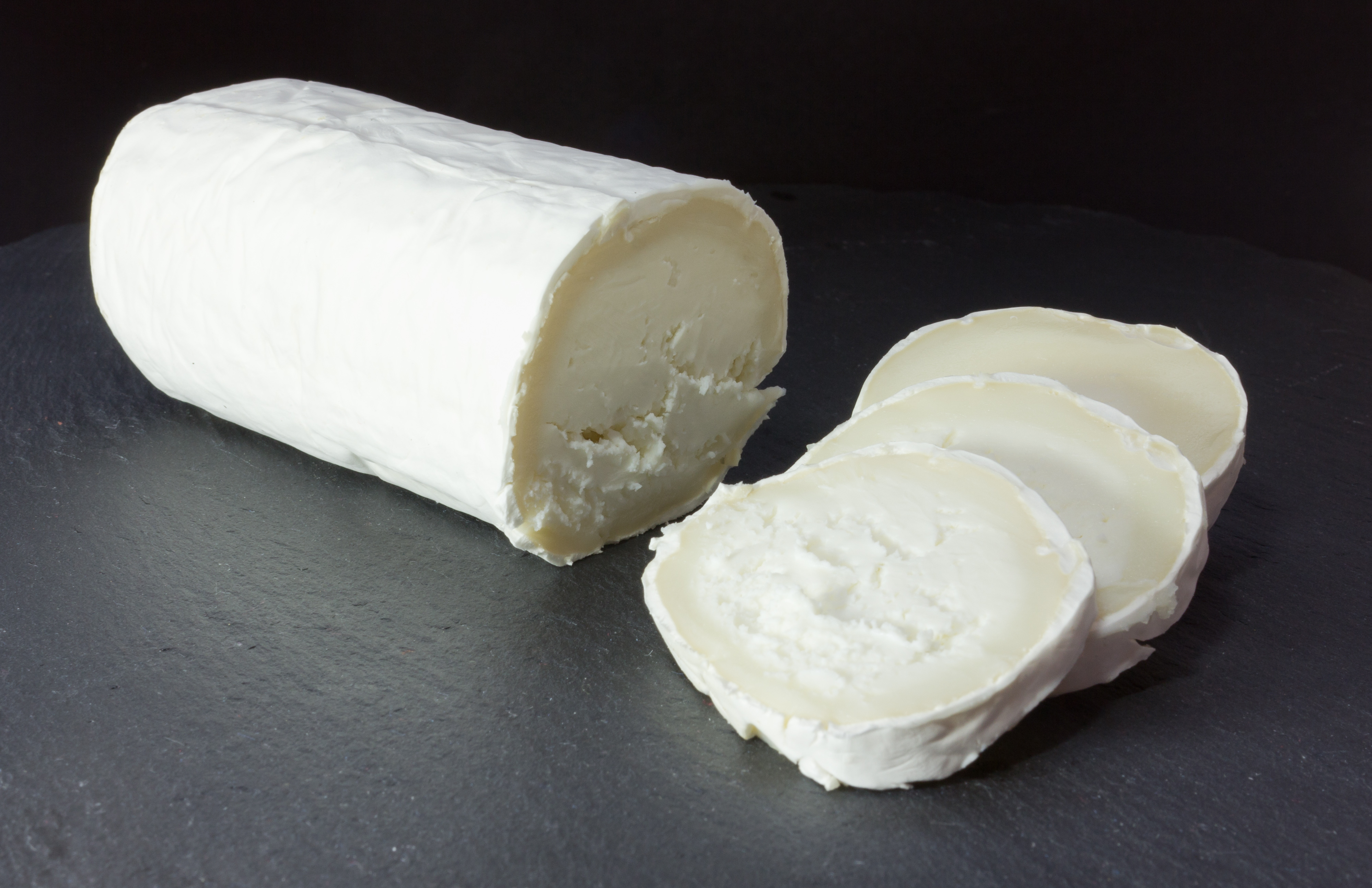
Sainte-Maure de Touraine

Coteaux-sur-Loire liegt in den Zonen AOC
- des Sainte-Maure de Touraine, einem aus roher Ziegenmilch hergestellten Weichkäse,
- des Bourgueil mit den Appellationen rosé und rouge,
- des Crémant de Loire, einem Schaumwein, mit den Appellationen blanc und rosé,
- des Rosé de Loire und
- des Touraine mit den Appellationen
  - blanc, rosé und rouge,
  - mousseux blanc und mousseux rosé und
  - primeur rouge.[6]

## Verkehr
Die Autoroute A 85 von Tours nach Angers durchquert das Gemeindegebiet in Ostwestrichtung. Die nächste Abfahrt (Nr. 5) befindet sich in der Nähe von Bourgueil.

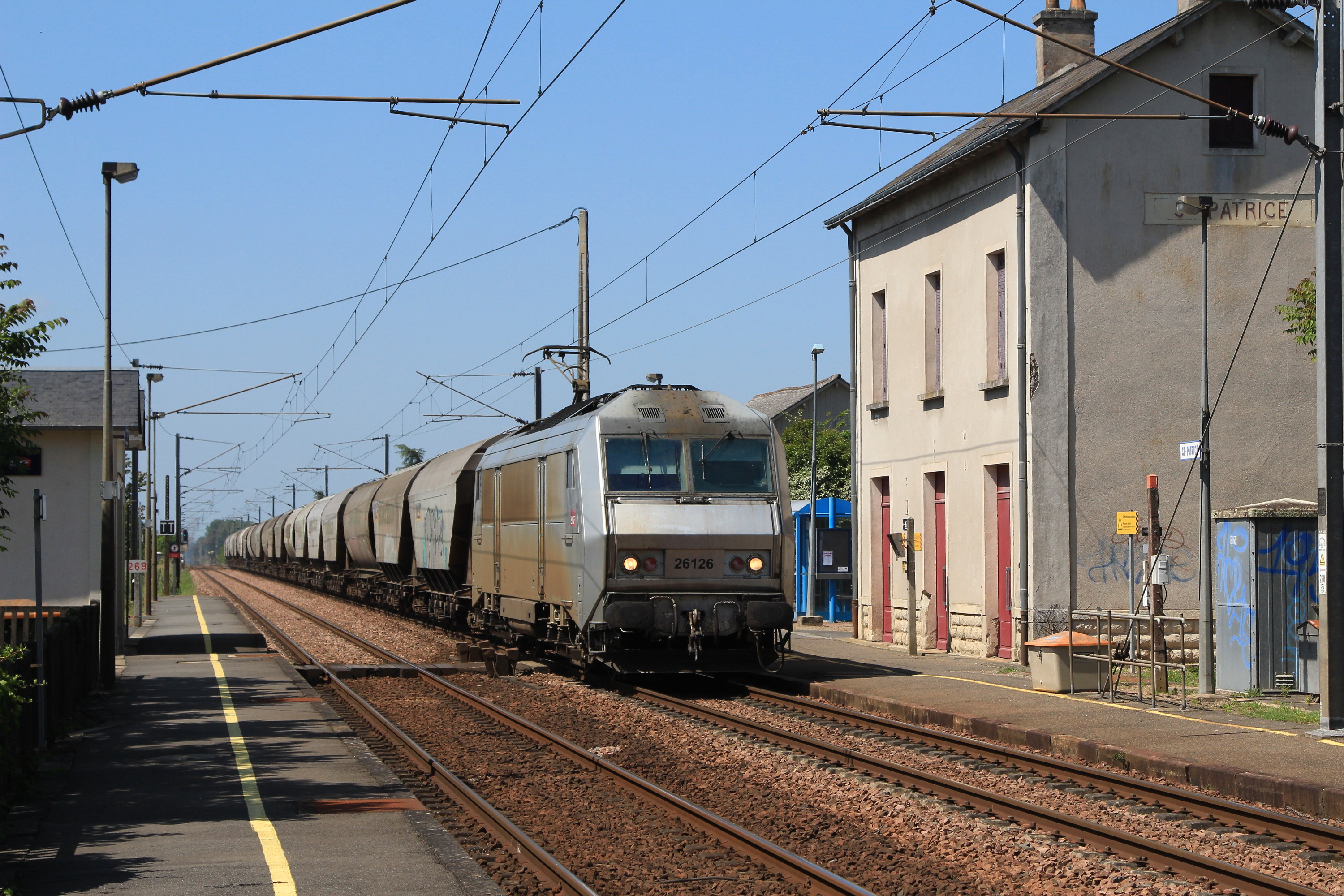
Güterzug am Haltepunkt Saint-Patrice

Die Route départementale 952, die ehemalige Route nationale 152, durchquert die Gemeinde in Ostwestrichtung und verbindet sie mit Tours über Langeais im Osten und Saumur über La Chapelle-sur-Loire im Westen. Weitere regionale Straßenverbindungen bestehen mit den anderen Nachbargemeinden auf dem rechten Loireufer.
Die Gemeinde liegt an der Bahnstrecke von Tours nach Saumur mit einem Haltepunkt in Saint-Patrice, der von Zügen einer Linie des regionalen öffentlichen Transportnetzes der Region TER Centre-Val de Loire bedient wird.

## Persönlichkeiten
- Jules Pierre Rambur (1801–1870), Arzt und Entomologe, geboren in Ingrandes-de-Touraine
- Dorothea von Sagan (1793–1862), ab 1828 Eigentümerin von Schloss Rochecotte
- Charles-Maurice de Talleyrand-Périgord (1754–1838), Staatsmann

## Gemeindepartnerschaften
Mit der portugiesischen Gemeinde Louriçal do Campo besteht über den Ort Saint-Patrice eine Partnerschaft.